# Tyko Sallinen
Tyko Konstantin Sallinen, né le 14 mars 1879 à Nurmes et mort le 18 septembre 1955 à Helsinki, est un peintre expressionniste finlandais,.

## Biographie
Sallinen commence à étudier l'art à l'âge de 23 ans à l'école de dessin de l'association des arts en 1902. 
Il a parmi ses professeurs Albert Gebhard et Väinö Blomstedt.
Sallinen arrête ses études au bout de quelques années et se rend à Copenhague après avoir obtenu une bourse. Il vit au Danemark avec le tailleur Rydeng, originaire de Helsingborg, dans la " colonie Rydeng ". Intéressé par l'art, la maison de Rydeng devient une base pour les jeunes artistes et, grâce à Salle, il commence à collectionner l'art moderne.
En 1909, il se rend à Paris, un voyage qui marque un tournant dans sa carrière. Entre 1910 et 1911, Sallinen vit dans la région de Carélie, le pays natal de sa première épouse Helmi Vartiainen, où il peint des œuvres telles que Mère et enfant (1910) et Lessive (1911). Sallinen devient un pionnier de l'art moderne en 1932.
Jusqu'en 1912, Sallinen travaille alternativement en Finlande et à l'étranger. À son retour, au printemps 1912, Sallinen expose des dizaines de tableaux fauves dans une exposition collective. L'expressionnisme fort de Sallinen est accueilli de manière mitigée par la critique. L'utilisation de couleurs qui s'écartent du réalisme et les représentations dures des figures humaines suscitent l'indignation.
L'exposition déclenche la première "guerre" avec Salle. Il est exclu d'une réunion de l'Association des artistes pour avoir traité le président, Akseli Gallen-Kallela, de « trou du cul ». En raison du mauvais accueil réservé à ses peintures, Sallinen se rend aux États-Unis dans l'intention d'illustrer des magazines ouvriers américano-finlandais. 
Il est membre du groupe de Novembre.

## Œuvres

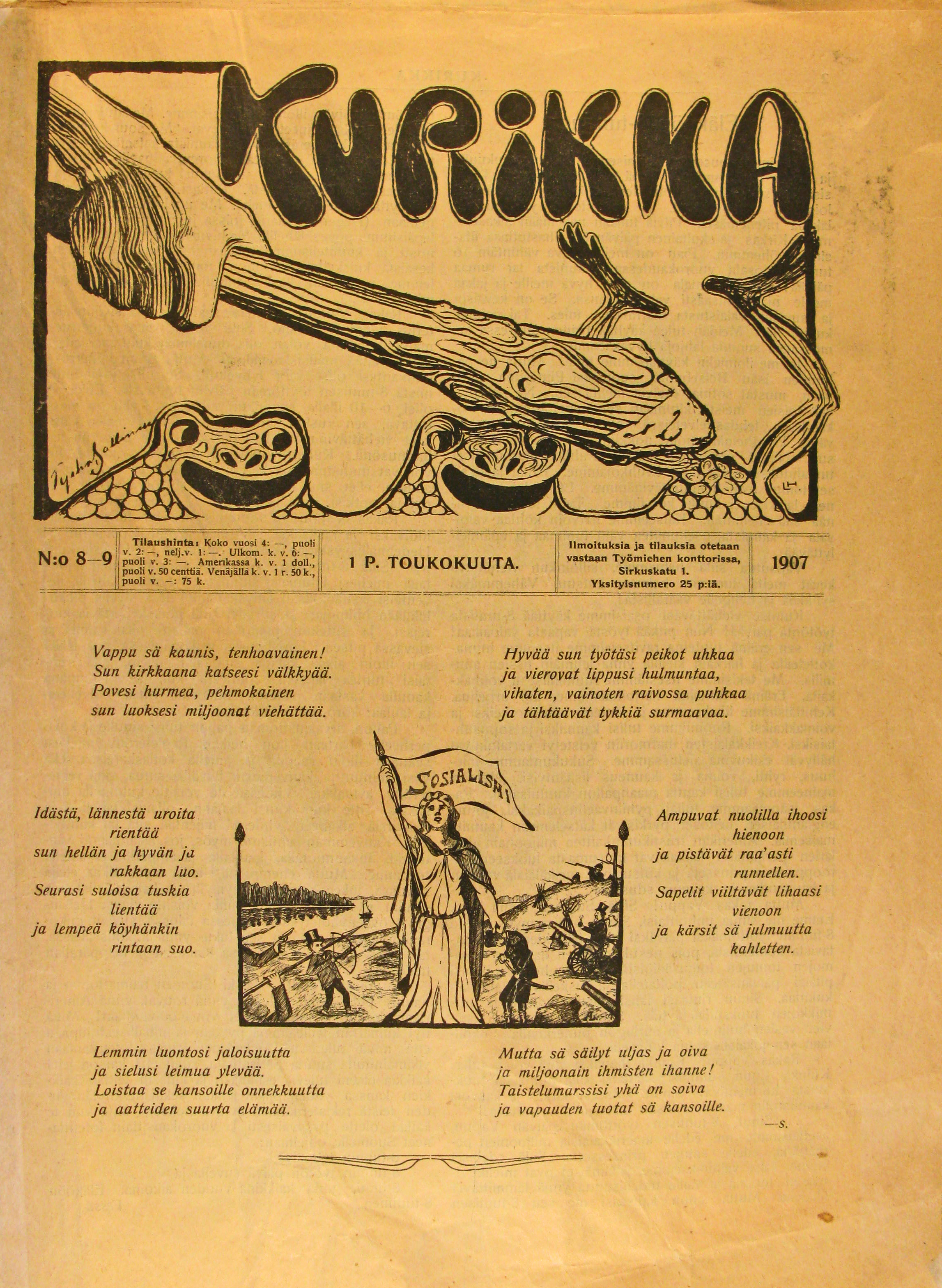
La revue satirique Kurikka.

Parmi les nombreuses œuvres de Tyko Sallinen,:
- Alaston 1911
- Mirri mustassa puvussa 1911
- Pyykkärit 1911
- Kevättalvi 1914
- Omakuva 1914
- Tukaattityttö 1914
- Ruokokoski maalaa 1916
- Kauppiaan tyttäret 1917
- Kilpajuoksu 1917
- Puunhakkaaja 1917
- Rouva Kallion muotokuva 1917
- Vådö 1917
- Hihhulit 1918
- Jytkyt 1918
- Tutkielma Tappeluun III 1920